# Rugat
Rugat – gmina w Hiszpanii, w prowincji Walencja, we wspólnocie autonomicznej Walencja, o powierzchni 3,2 km². W 2011 roku liczyła 193 mieszkańców.